# Son Oliver de Coanegra
Son Oliver és una possessió de Santa Maria del Camí, situada a la vall de Coanegra, entre es Cabàs, Son Berenguer, Son Agulla, Son Torrella, Son Guitard, sa Comuna de Bunyola, Son Pou, Can Millo i Can Mates.
La possessió va des del terme d'Alaró fins a la Comuna de Bunyola, i està travessada pel torrent de Coanegra i per la síquia de Coanegra, procedent de Son Pou. El 1995 ocupava 390,85 ha.
Primer fou un sobretot un molí d'aigua fariner. El 1676 l'adquirí Francesc Cotoner. El 1738 era arrendat conjuntament amb el rafal de Son Mates per 100 lliures anuals. El 1750 era del noble Marc Antoni Cotoner i Sureda Vivot, marquès d'Ariany. Era quasi totalment dedicat a olivar i posseïa un hort i conradissos, situats al Pla des Celleràs i al Pla de sa Bassa. Els marquesos d'Ariany, propietaris de Son Torrella, incorporaren també es Celleràs, Son Mates, la garriga d'en Riera i el Molí Draper, entre altres propietats. En l'actualitat l'olivar abandonat ha estat totalment envaït per la garriga i el pinar. Les cases, reformades, compten amb una tafona i un gran safareig. Dins Son Oliver hi ha les ruïnes del Molí Draper (Bassa de Cas Barreter).